# Головкинское сельское поселение
Голо́вкинское се́льское поселе́ние  — упразднённое муниципальное образование в составе Полесского района Калининградской области. Административным центром поселения — посёлок Головкино.

## География
Площадь поселения составляет 12250 га, население — 1500 человек.

## История
Головкинское сельское поселение образовано 30 июня 2008 года в соответствии с Законом Калининградской области № 260, в его состав вошла территория Головкинского сельского округа.
Законом Калининградской области от 18 октября 2016 года № 5, 1 января 2017 года все муниципальные образования Полесского муниципального района — Полесское городское поселение, Головкинское, Залесовское, Саранское и Тургеневское сельские поселения — были преобразованы, путём их объединения, в Полесский городской округ.

## Состав сельского поселения
В состав сельского поселения входят 7 населённых пунктов
- Беломорское (посёлок) — 50[4]
- Головкино (посёлок, административный центр) — 352[4]
- Заливино (посёлок) — 622[4]
- Красное (посёлок) — 96[4]
- Малая Матросовка (посёлок) — 14[4]
- Матросово (посёлок) — 116[4]
- Разино (посёлок) — 54[4]

## Население
| 2002 | 2010  | 2012  | 2013  | 2014  | 2015  | 2016  |
| ---- | ----- | ----- | ----- | ----- | ----- | ----- |
| 1487 | ↘1304 | ↗1315 | ↘1302 | ↗1305 | ↘1277 | ↘1260 |